# 新城乡 (盈江县)
新城乡，是中华人民共和国云南省德宏傣族景颇族自治州盈江县下辖的一个乡镇级行政单位。

## 行政区划
新城乡下辖以下地区：
新城村、广丙村、繁勐村、傣龙村、新龙村、邦瓦村、红山村和杏坝村。

## 中国传统村落
2013年8月，芒别寨子被评为第二批中国传统村落。